# Massutdöende

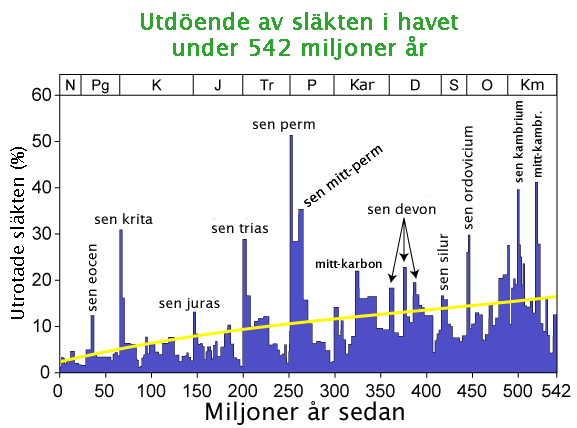
Histogram över utdöenden av släkten i havet.

Massutdöende eller massdöd är de händelser i jordens historia då hela grupper av organismer dött ut under en med geologiska mått mätt ganska kort tidsrymd. Baserat på fossilfynd kan man sluta sig till att det i allmänhet dör ut två till fem artfamiljer av havslevande djur, både ryggradsdjur och ryggradslösa djur, per en miljon år. Sedan livets uppkomst på jorden har det dock inträffat flera massutdöenden, där arter dött ut i mycket högre takt än normalt. Trots att det tveklöst har inträffat massutdöenden både under de geologiska tidsperioderna arkeikum (4600 miljoner år sedan - 2500 miljoner år sedan) och proterozoikum (2500 miljoner år sedan - 542 miljoner år sedan), är det först under fanerozoikum (från 542 miljoner år sedan till idag) som det går att systematiskt studera de mönster som finns rörande arters försvinnande, eftersom det i och med den kambriska explosionen utvecklades djur med yttre och inre skelett. 
Det senaste massutdöendet inträffade för omkring 65 miljoner år sedan, då bland annat dinosaurierna dog ut. Det utdöendet har fått mest uppmärksamhet i modern tid. Det pågår mycket forskning för att försöka ta reda på om mänsklig påverkan av klimat och biotoper eventuellt kan vara på väg att orsaka nya massutdöenden. 
Det sjätte massutdöendet är en pågående utrotning och benämns den holocenska massutrotningen, vilket är människoartens och dess samhällens utrotande av naturliv, djurarter och miljön. 

## Massutdöenden i jordens historia
David M. Raup och Jack Sepkoski identifierade i början av 1980-talet fem perioder av massdöd, och dessa fem anses allmänt tillhöra de viktigaste. Dessa skedde i slutet av tidsperioderna ordovicium, devon, perm, trias och krita. De fem stora och några ytterligare perioder av massdöd beskrivs nedan. 
Uppgifterna om exakt hur många massutdöenden som skett under de senaste 542 miljoner åren varierar från 5 till 20. Skillnaderna beror främst på hur högt man sätter tröskeln för att betrakta arters utdöende som massutdöende, och vilka typer av data man väljer att lita mest på.
- Kambrium-ordovicium-utdöendet inträffade för 488 miljoner år sedan i en serie av massutdöenden, kring övergången mellan kambrium och ordovicium. Här dog många armfotingar (brachiopoder) och parakonodonterna ut. Antalet arter av trilobiter minskade också kraftigt.

- Ordovicium-silur-utdöendet skedde för 444 miljoner år sen, i slutet av ordovicium, troligen i flera omgångar. Detta utdöende tror man beror på den Hirnantiska nedisningen som skedde på Gondwana och ledde till en sänkning av den globala havsnivån. Detta innebar att olika habitat, livsmiljöer för djur- och växtarter, minskade drastiskt.

- Devonska utdöendet inträffade för 360 miljoner år sedan, nära övergången mellan devon och karbon. En utdragen serie av artdöd ledde till att omkring 70 % av alla arter eliminerades. Hela förloppet tog kanske 20 miljoner år, men det finns bevis för vissa perioder av hastigare artdöd.

- Perm-trias-utdöendet inträffade för 251 miljoner år sedan, vid övergången mellan perm och trias, och ungefär 95 % av alla havslevande arter dog ut. Detta är det största massutdöendet i jordens historia. 53 procent av de havslevande familjerna dog ut, 84 % av de vattenlevande släktena och uppskattningsvis 70 % av de landlevande arterna såsom växter, insekter och ryggradsdjur.

- Trias-jura-utdöendet inträffade för 200 miljoner år sedan, vid övergången mellan trias och jura, och ungefär 20 % av de havslevande familjerna liksom alla arkosaurier förutom dinosaurierna och krokodildjuren dog ut. De sista av de stora groddjuren dog också ut.

- Krita/Tertiär-gränsen inträffade för 65 miljoner år sedan, vid övergången mellan krita och tertiär, och ungefär hälften av alla arter dog ut, inklusive dinosaurierna. Det tros allmänt att detta utdöende var en följd av ett nedslag av en asteroid eller en komet (se Chicxulubkratern). Detta gjorde det möjligt för däggdjuren att utvecklas och fylla många av de ekologiska nischer som frigjordes sedan dinosaurierna försvann. Även ungefär en tredjedel av alla kända däggdjur försvann i detta det senaste massutdöendet.

- Sjätte massutdöendet (nutid). En enkät som American Museum of Natural History gjorde 1998 visade att 70 % av de tillfrågade biologerna såg den nuvarande tidsperioden som en tid av massutdöende. En del, såsom Edward Osborne Wilson vid universitetet Harvard, förutspår att människans påverkan på jorden med förstörelse av biosfären skulle kunna utrota hälften av alla arter under de kommande 100 åren. Forskning och ansträngningar för att bevara arter, såsom IUCN:s årliga Röda listan, pekar på att vi går med en tid av allt större utrotning av arter. En del forskare tror dock på mycket lägre grad av artutrotning, och ser en eventuell katastrofal skada av ekosystemen på en mycket längre sikt. Megafaunans försvinnande nära slutet av den senaste istiden räknas ibland som en del av detta moderna massutdöende av arter.

## Orsaker till massdöd av arter
Förutom massdöden vid övergången mellan krita och tertiär, som allmänt anses bero på ett meteoritnedslag, och den moderna utrotningen av arter, som har att göra med hur den mänskliga civilisationen breder ut sig, är det inte fastslaget vad som orsakat perioderna av massutdöenden. Orsakerna till massdöd kan vara många, komplicerade och indirekta då de olika arternas fortlevnad är beroende av varandra. Några hypoteser diskuteras nedan. 
- Nedslag av en tillräckligt stor asteroid eller komet skulle kunna orsaka gigantiska flodvågor, skogsbränder över hela jordklotet, och åstadkomma en köldperiod motsvarande en atomvinter på grund av allt damm i atmosfären. Tillsammans skulle dessa följdverkningar av ett stort asteroidnedslag mycket väl kunna störa det globala ekosystemet tillräckligt för att orsaka massdöd av arter. Det är bara för massdöden i slutet av krita som det finns bevis för ett sådant nedslag, men indicier för liknande nedslag finns även för massutdöendena i slutet av perm, ordovicium och jura.
- Snabba klimatförändringar kan utöva stor stress på ett ekosystem, så att arter utrotas. Dock bör det noteras att de sista omgångarna av istid förefaller ha haft en mycket mild inverkan på artrikedomen. Klimatförändringar har föreslagits som en viktig orsak i massartdödarna i slutet av ordivicium, perm, devon med flera.[1]
- Det har föreslagits att stora vulkanutbrott på havsbotten skulle kunna förgifta både atmosfären och haven och därigenom orsaka att många arter dör ut. Detta har föreslagits som en orsak till massutdöendena i sen krita, perm, trias och jura.
- En gammablixt (engelska: gamma ray burst[2]) som finns tillräckligt nära, mindre än 6000 ljusår bort, skulle kunna bestråla jordytan tillräckligt för att döda många organismer, och dessutom förstöra ozonlagret. Rent statistiskt kan man förvänta sig att ungefär en gammablixt skulle ha uppstått i jordens närhet under de senaste 540 miljoner åren. En gammablixt har använts som förklaringsmodell för utdöendena i slutet av ordovicium.
- En annan förklaringsmodell är att kontinentalplattornas rörelser, som går till så att landbitar bryts sönder och nya landdelar kommer i kontakt med varandra så att tidigare isolerade populationer kommer i kontakt med varandra, skulle kunna orsaka oreda i ekosystem så att arter dör ut. Detta har framför allt diskuterats vad gäller massdöden i slutet av perm.

Kontinenterna position förändras ständigt, under perioder har dessa suttit samman i så kallade superkontinenter. Kontinenternas position i förhållande till varandra och polerna påverkar havsströmmar och isbildning vilket därmed har en långvarig påverkan på klimatet. Stora sammanhängande landmassor orsakar extrema skillnader i klimat och temperatur, ett nutida exempel är till exempel Sibirien som är mycket kallt på vintern och förhållandevis varmt på sommaren. Ett ökat avstånd mellan kust och landmassans innersta delar minskar sannolikheten för nederbörd, vilket hämmar växt och djurliv och därmed artrikedomen. När kontinenterna ligger spridda på jordklotet så att det finns vatten mellan dem har vattenmassorna en klimatutjämnande effekt i form av temperatur och nederbörd. Vid de tillfällen där en eller flera kontinenter har funnits placerad vid en eller bägge poler har det fungerat som grogrund för bildning av glaciärer som en följd av att isbildningen inte i lika hög grad påverkas av varma havsströmmar som smälter eller för bort is block.
Det förekommer andra hypoteser, såsom spridning av en ny sjukdom eller att arter helt enkelt utkonkurrerats av andra. I allmänhet anses dock att de stora massutdöendena av arter i jordens historia är för hastiga och för utbredda för att kunna bero enbart på biologiska händelser.

## Cykliska förlopp
Det har föreslagits från flera håll att artrikedom och massutdöende inte är sekulära fenomen, utan att de påverkas av långsiktiga cykliska processer. Den mest välkända av dessa teorier är den som Raup och Sepkoski lanserade 1986, att en sådan cykel skulle löpa över 26 till 30 miljoner år. 2005 har Rohde och Muller föreslagit att artrikedom fluktuerar i en cykel på 62 miljoner år, plus/minus tre miljoner år. Dessa teorier är svåra att utvärdera, eftersom orsakerna till de flesta massdödstillfällena ännu är tämligen osäkra. 
En teori för att förklara varför dessa förlopp skulle vara cykliska, som saknar egentliga bevis, är att artutrotningarna med jämna mellanrum skulle orsakas av den hypotetiska dubbelstjärnan Nemesis som med jämna mellanrum stör Oorts kometmoln. Kometmolen skulle då skicka stormar av stora asteroider och kometer mot solsystemet. En liknande teori föreslår att solsystemets vibrationer gentemot övriga galaxen resulterar i återkommande kometskurar. Andra menar att geologiska instabiliteter kan orsaka att hetta periodvis byggs upp djupt inne i planeten jorden som sedan frisläpps genom rörelser i manteln, perioder av mycket vulkanism och aktiv kontinentaldrift. Om det finns någon orsak till cykliska förlopp så att dessa verkligen förekommer, kan det vara värt att notera att både Raup och Sepkoski och Rohde och Muller förutspår en ytterligare massdöd, som inte orsakas av människan, inom de kommande 10 miljoner åren.

## Effekter och återställning
Efter ett större massutdöende är det oftast bara arter med stor anpassningsförmåga till olika habitat som överlever. Efterhand diversifieras arterna och intar tomma nischer. Generellt tar det 5 till 10 miljoner år efter ett massutdöende innan artrikedomen har återställts. Efter de allvarligaste händelserna kan det ta 15 till 30 miljoner år.